# .cf
.cf là tên miền Internet cấp cao nhất dành cho quốc gia (ccTLD) Cộng hòa Trung Phi, Được quản lý bởi Hiệp hội viễn thông Trung Phi (SOCATEL)

## Liên kết
- whois của IANA về.cf Lưu trữ ngày 19 tháng 4 năm 2006 tại Wayback Machine